# 독도이사부길
독도이사부길(獨島異斯夫-)은 경상북도 울릉군 울릉읍 독도리에 위치한 도로로 총 연장은 345m이다.

## 유래
독도안용복길과 마찬가지로 국민공모에 의해 결정된 도로이며, 신라 시대 당시의 명장인 이사부의 이름을 따온 것으로 전해졌다. 또한 해당 도로는 독도안용복길이 서도에 위치한 것과 달리 당 도로는 동도에 위치한다.

## 노선 정보
- 총 연장 : 345 m
- 기점 : 경상북도 울릉군 울릉읍 독도리 27
- 종점 : 경상북도 울릉군 울릉읍 독도리 30-3

## 지리
- 통과하는 지자체 : 경상북도 울릉군 울릉읍 독도리 (동도)
- 접촉하는 도로 : 독도안용복길과 마찬가지로 접근 가능한 도로가 없음.
- 주변에 있는 시설 : 독도경비대 막사, 독도등대[A]

## 같이 보기
- 독도안용복길
- 이사부
- 이사부길 - 삼척시에 위치한 도로